# Cesare Durazzo
Il Serenissimo Cesare Durazzo (Genova, 1593 – Genova, 8 dicembre 1680) fu il 118º doge della Repubblica di Genova e re di Corsica.

## Biografia

Stemma nobiliare dei Durazzo

### Primi anni
Nativo di Genova intorno al 1593 (l'atto di battesimo è datato al 26 giugno), fu il penultimo dei sette figli avuti da Pietro Durazzo (doge genovese nel biennio 1619-1621) e da Aurelia Saluzzo (figlia del duca di Garigliano, Agostino).
La sua famiglia indirizzò gli studi dell'adolescente Cesare Durazzo verso le materie umanistiche e filosofiche che compì in una scuola superiore di Milano, probabilmente all'Arcimboldi. Di questo periodo scolastico risalirebbero alcuni suoi scritti e raccolte poetiche in latino che compose per il cardinale Domenico Rivarola e che furono nel 1612 pubblicate nella città meneghina dal Paganelli, così come altri trattati di filosofia scritti dal cugino Marcello Durazzo.
Fece ritorno nella capitale della Repubblica di Genova nell'autunno del 1614 dove, il 24 novembre, il suo nome fu ascritto al Libro d'oro della nobiltà cittadina. Incaricato dal governo nel 1622 - assieme ad Alessandro Spinola (futuro doge nel biennio 1654-1656) - di distribuire le elemosine raccolte in città ai poveri della Riviera di Levante, Cesare Durazzo venne quindi arruolato come capitano di Genova e delle Riviere allo scoppio delle ostilità nel 1624 tra lo stato genovese e il Ducato di Savoia. Di stanza nei territori del levante ligure, la sua figura fu scelta per fare da scorta al cardinale Francesco Barberini in viaggio su una galea genovese e diretto in Francia dove, secondo le disposizioni del pontefice Urbano VIII, avrebbe poi proseguito per la corte di Spagna per tentare una mediazione pacifica del conflitto.
Con il cessare delle ostilità, alla fine del 1627 e per un breve periodo assunse il ruolo di comandante del capitaneato di Chiavari. Tornò infatti a Genova tra il 1628 e il 1629 dove si avvicinò a quei nobili giovani che, disgustati dal comportamento della Spagna che a Genova preferì riavvicinarsi alla corte sabauda dopo il conflitto, ora richiedevano a gran voce una maggiore indipendenza politica, militare ed economica della stessa repubblica rispetto alla penisola iberica. In quest'ottica, e quasi a sfida della vecchia nobiltà che non voleva troncare ogni rapporto con la Spagna, Cesare Durazzo ricoprì importanti ruoli nelle strategiche magistrature richiamanti un nuovo cambiamento: tra queste quella della costruzione delle triremi e quella della costruzione delle nuove mura. Tra il giugno e il luglio del 1630, con altri cinque gentiluomini (Giannettino e Claudio Spinola, Nicolò Doria, Luca Giustiniani e Giovanni Vincenzo Imperiale), fece parte del comitato d'onore per l'infanta di Spagna Maria Anna d'Asburgo di passaggio per Genova.
Membro del magistrato dei Cambi nel 1632, venne incaricato dallo stato genovese di recarsi a Nizza per rendere gli omaggi ufficiali al cardinale infante Ferdinando d'Asburgo e di scortarlo da Ventimiglia al palazzo del principe Doria a Genova dove temporaneamente avrebbe sostato in attesa di ripartire per Como, luogo previsto per la ratificazione del trattato di pace tra la Repubblica di Genova e il Ducato di Savoia. L'occasione fu propizia per il Durazzo, ovviamente su espressiva linea dettata "da palazzo", per cercare nel cardinale un alleato per chiarire definitivamente con la Spagna di Filippo IV le avanzate richieste economiche dei genovesi per le spese patite nella guerra del 1625 e per le mancate rendite sulle imposte spettanti ai liguri nel Regno di Napoli. E con la qualifica di ambasciatore straordinario Cesare Durazzo partì il 21 marzo 1634 da Genova alla volta di Madrid, dopo una sosta a Barcellona il 10 aprile, dove solamente l'11 maggio fu ricevuto dal re per assunti impegni di quest'ultimo ad Aranjuez. In udienza il Durazzo poté esprimere le ragioni della repubblica che, anche grazie all'aiuto e promesso appoggio del cardinale infante, furono benevolmente esaudite con un ufficiale richiamo della corte di Spagna al viceré di Napoli e con un decreto d'ingiunzione ai baroni napoletani perché consentissero il controllo di commissari fiscali nelle loro terre: di fatto, un successo personale per l'ambasciatore Durazzo.
Poté far dunque ritorno a Genova nello stesso 1634 dove entrò nel magistrato di Guerra e in quello dei Provvisori dell'olio; nel 1635, per la prima volta, fu estratto senatore della Repubblica e successivamente governatore, cariche che ricoprì fino al 1637; nell'anno 1638 fu governatore di Savona. Dal 1639 e anno dopo anno fu membro del magistrato di Guerra, sindacatore della val Bisagno, membro del magistrato di Corsica e nel magistrato di Guerra come presidente (1643), inquisitore di Stato e mediatore finanziario col Banco di San Giorgio (1644).
Sul finire del 1645 venne scelto ancora nel ruolo di ambasciatore straordinario a Milano, alla corte del governatore Antonio Sancho Dávila de Toledo y Colonna, per trattare i rapporti diplomatici tra lo stato genovese e il Marchesato di Finale. Se pur momentaneo, visto che nel tempo il problema del Finale si aggravò nuovamente, fu un nuovo successo per Cesare Durazzo. Rientrato a Genova nel settembre dello stesso anno fu eletto all'ufficio dell'Annona, carica che interruppe di li a poco per la nuova nomina a governatore di Corsica. Il suo operato nella colonia genovese nel biennio 1646-1647 fu estremamente di carattere e di forza - caratteristica comune della classe dirigente repubblica che, di fatto, non faceva distinzione tra nobiltà vecchia o nuova al di fuori delle mura genovesi - tanto che i suoi metodi, soprattutto nell'eseguire una requisizione dell'olio come richiesto da un decreto del doge Luca Giustiniani, provocarono uno spiccato odio dei Corsi nei confronti della sua persona arrivando, poco prima della sua partenza dall'isola, a subire un fallito attentato.
Per la reazione accaduta in Corsica Cesare Durazzo, a Genova, fu sottoposto ad una forma di processo interno (in quel frangente gli fu congelato ogni coinvolgimento pubblico e politico e l'obbligo di non lasciare il capoluogo ligure) che passò senza conseguenze e quindi non sfavorevole per l'ex governatore; un secondo processo, aperto dal Senato dopo forti pressioni politiche, vide la presenza sull'isola corsa di due inviati - Gerolamo Spinola e Antonio Da Passano (futuro doge nel biennio 1675-1677) - che ancora una volta giudicarono "nella norma" l'operato svolto dal Durazzo. Ripresa l'attività politica e di stato, dopo una breve reggenza al capitaneato di Recco nel 1651, dal 1652 al 1656 fu ininterrottamente deputato al magistrato degli Arsenali e, nel 1656, alla costruzione delle triremi.
Durante la pestilenza che colpì Genova e la repubblica tra il 1656 e il 1657 Cesare Durazzo fu estratto nuovamente senatore e poi governatore. La sua figura fu tra i nobili che più attivamente si adoperarono per garantire, nell'emergenza, la continuità dell'azione di governo in tutti i settori possibili. Nel 1658, cessata l'epidemia, assunse con Cesare Gentile (futuro doge nel biennio 1665-1667) l'incarico di restaurare l'ordine pubblico prima nel Dominio, poi, nel 1659, a Genova; nel mentre ricoprì la carica di membro del magistrato di Guerra.

### Il dogato e gli ultimi anni
All'età di 72 anni, il 18 aprile 1665, Cesare Durazzo salì al dogato con un buon numero favorevole di voti del Gran Consiglio. Il suo mandato - il settantatreesimo in successione biennale e il centodiciottesimo nella storia repubblicana - fu caratterizzato dalla riapertura dei traffici commerciali con l'Oriente, in particolar modo con l'Impero ottomano grazie all'impegno diplomatico profuso dai suoi nipoti Giovan Agostino e Giovan Luca, ai quali beneficiarono la repubblica in primis e pure gli stessi Durazzo. In qualità di doge fu investito anche della correlata carica biennale di re di Corsica.
Cessato il dogato il 18 aprile 1667 i supremi sindacatori giudicarono positivamente la sua successiva nomina a procuratore perpetuo. Nonostante l'avanzare dell'età continuò a lavorare per lo stato genovese: presiedette la giunta dei Confini; trattò con l'ex doge Stefano De Mari (suo predecessore) affari finanziari col Banco di San Giorgio; nel 1674 prese parte alla revisione dei "biglietti di calice". Nel 1678 subì ancora un processo come procuratore perpetuo dalla quale ne uscì impunito.
Mori probabilmente a Genova l'8 dicembre del 1680, trovando sepoltura nella chiesa della Consolazione, lasciando un legato di ben tremila messe e vaste beneficenze ad opere pie e confraternite, con l'affermazione testamentaria della sua inconcussa devozione mariana.

## Vita privata
Dal matrimonio con Giovanna Cervetto (sposata il 25 novembre 1621) ebbe sette figli, di cui quattro (Giacomo, Aurelia, Nicoletta e Maria Caterina) morirono prima di lui. Restavano Pietro (doge nel 1685-1687), Marcello (nunzio in Portogallo e in Spagna, vescovo della diocesi di Faenza e cardinale; quest'ultima nomina fortemente appoggiata dallo zio cardinale Stefano Durazzo) e Giovanni Battista che non ebbe rapporti stretti con il padre tanto che nelle sue volontà testamentarie gli riservò la legittima. A Pietro fu lasciato il vasto patrimonio mobiliare e immobiliare.